# Mathias Eggenberger
Mathias Eggenberger (Grabs, 13 december 1991) is een Zwitsers golfer.
Eggenberger komt uit Grabs, Oost-Zwitserland, en studeert tot 2016 Business & Marketing aan de Universiteit van Sterling in Schotland.  In juli 2014 speelde de 22-jarige amateur voor de vierde keer een toernooi op de Europese Challenge Tour. Op de Swiss Challenge op de Golf Sempachersee begon hij met twee rondes van 68, waarna hij als beste Zwitser op een gedeeld 6de plaats stond en voor het eerst de cut haalde.

## Gewonnen
- 2012: Belgian International Amateur na play-off tegen Philip Bootsma[1].

## Teams
- European Nations Cup: 2013
- European Amateur Team Championship: 2013, 2014

## Opmerking
Mathias Eggenberger (1905-1975) was ook de naam van een Zwitsers politicus, die o.a. president was in 1969/'70. Zie voor meer informatie de Duitse Wikipedia. 